# بندیکت تیلور
بندیکت تیلور (انگلیسی: Benedict Taylor؛ زادهٔ ۱۸ آوریل ۱۹۶۰) بازیگر اهل بریتانیا است.

## فیلم‌شناسی

### سینما
- یادداشت‌هایی بر یک رسوایی (۲۰۰۶)
- جنگ ستارگان اپیزود اول: تهدید شبح (۱۹۹۹)
- هربار که بگوئیم خدانگهدار (۱۹۸۶)

### تلویزیون
- شارپ (۱۹۹۳)
- جواهرات (۱۹۹۲)
- بو ژست (۱۹۸۲)
- سخت‌تر شدن اوضاع (۱۹۷۴)